# A42-es autópálya (Franciaország)
Az A42 egy autópálya Franciaországban, amely a lyoni térségben Lyont és Bourg-en-Bresse-t köti össze. 3 elágazás mellett és 6 hídon halad át. Hossza 55 km. Az út része az E611-es európai útnak. Az autópályát az APRR üzemelteti.

## Útja
A46 (E611) - La Boisse - Dagneux - Belgneux - Pont de Chazey - Bourg-en-Bresse - A40 (E21, E62, E611)
1 európai út, a 611-es része.
3 elágazás mellett és 6 híd alatt halad át, 

## Sebességkorlátozás
A Lyon felőli bevezető szakaszán 50, a Jonage feletti hídon 70, az N346-tól az A46-ig 90, Villeurbanne Croix-Luizet - St Jean és Vaulx en Velin közt valamint Montlueltől az autópálya végéig 110 km/h. 

## Díjfizetés
Az autópályát használók felhajtáskor egy automatából vesznek egy jegyet. A megtett útszakasznak megfelelően történik a díjfizetés. Az autópályáról való lehajtáskor kell fizetni az ott található fizetőkapuknál. A fizetőkapuknál készpénzt, bankkártyát és hitelkártyát is elfogadnak.

## Sávok
3 sávos az út a bevezető szakaszon Valux en Velin-ig, valamint Parc de Miribel-Jonage-től az autópálya végéig, 4 sávos az N346-tól az A46-ig.